# Spofforth with Stockeld
Spofforth with Stockeld – civil parish w Anglii, w North Yorkshire, w dystrykcie (unitary authority) North Yorkshire. W 2011 civil parish liczyła 1169 mieszkańców.